# Bensdorf
Bensdorf est une commune allemande de l'arrondissement de Potsdam-Mittelmark, Land de Brandebourg.

## Géographie
Bensdorf se situe à la frontière avec la Saxe-Anhalt.
La commune est née en 1952 de la fusion d'Altbensdorf, Neubensdorf, Woltersdorf et Vehlen ainsi que du district de domaine de Herrenhölzer.
|          | Milower Land |                          |
| Jerichow | Bensdorf     | Brandebourg-sur-la-Havel |
|          | Wusterwitz   |                          |

Bensdorf se trouve sur la Bundesstraße 1, la ligne de chemin de fer Berlin-Magdebourg et le canal Elbe-Havel.

## Histoire
Les fouilles archéologiques montrent une présence au Néolithique.
Bensdorf est fondé au IXe siècle et devient allemand en 1157. Il est mentionné pour la première fois en 1363 sous le nom de Bentsdorp.
Entre 1817 et 1823, on construit une nouvelle et large chaussée entre Berlin et Magdebourg permettant le passage de diligences. Un commerçant du village voisin de Plaue acquiert la lande sur laquelle va s'étendre la chaussée. Il lance la construction de Neubensdorf. Le Bensdorf médiéval prend alors le nom d'Altbensdorf.
La route de Berlin à Magdebourg devient en 1934 une partie de la Reichsstraße 1. Par ailleurs, le canal Elbe-Havel se creuse dans les mêmes années.
Pendant la Seconde Guerre mondiale, la commune subit des bombardements à cause de sa proximité avec l'aérodrome de Brandenbourg-Briest. Le 5 avril 1945, l'Armée rouge entre par le nord. Dans la nuit d'avant, les SS se sont retirés.

## Personnalités liées à la commune
- Emil Hermann Hartwich (1802-1879), ingénieur des chemins de fer.

## Source
- (de) Cet article est partiellement ou en totalité issu de l’article de Wikipédia en allemand intitulé « Bensdorf » (voir la liste des auteurs).